# Luiz Camilo
Luiz Camilo (4 de octubre de 1979) es un deportista brasileño que compitió en judo.
Ganó una medalla de oro en los Juegos Panamericanos de 2003 y dos medallas de plata en el Campeonato Panamericano de Judo, en los años 2002 y 2003.

## Palmarés internacional
| Juegos Panamericanos    | Juegos Panamericanos            | Juegos Panamericanos | Juegos Panamericanos |
| Año                     | Lugar                           | Medalla              | Categoría            |
| ----------------------- | ------------------------------- | -------------------- | -------------------- |
| 2003                    | Santo Domingo (Rep. Dominicana) | Medalla de oro       | –73 kg               |
| Campeonato Panamericano |                                 |                      |                      |
| Año                     | Lugar                           | Medalla              | Categoría            |
| 2002                    | Santo Domingo (Rep. Dominicana) | Medalla de plata     | –73 kg               |
| 2003                    | Salvador (Brasil)               | Medalla de plata     | –73 kg               |